# Coryphodema albifasciata
Coryphodema albifasciata är en fjärilsart som beskrevs av George Francis Hampson 1910. Coryphodema albifasciata ingår i släktet Coryphodema och familjen träfjärilar. Inga underarter finns listade i Catalogue of Life.